# フラーデス

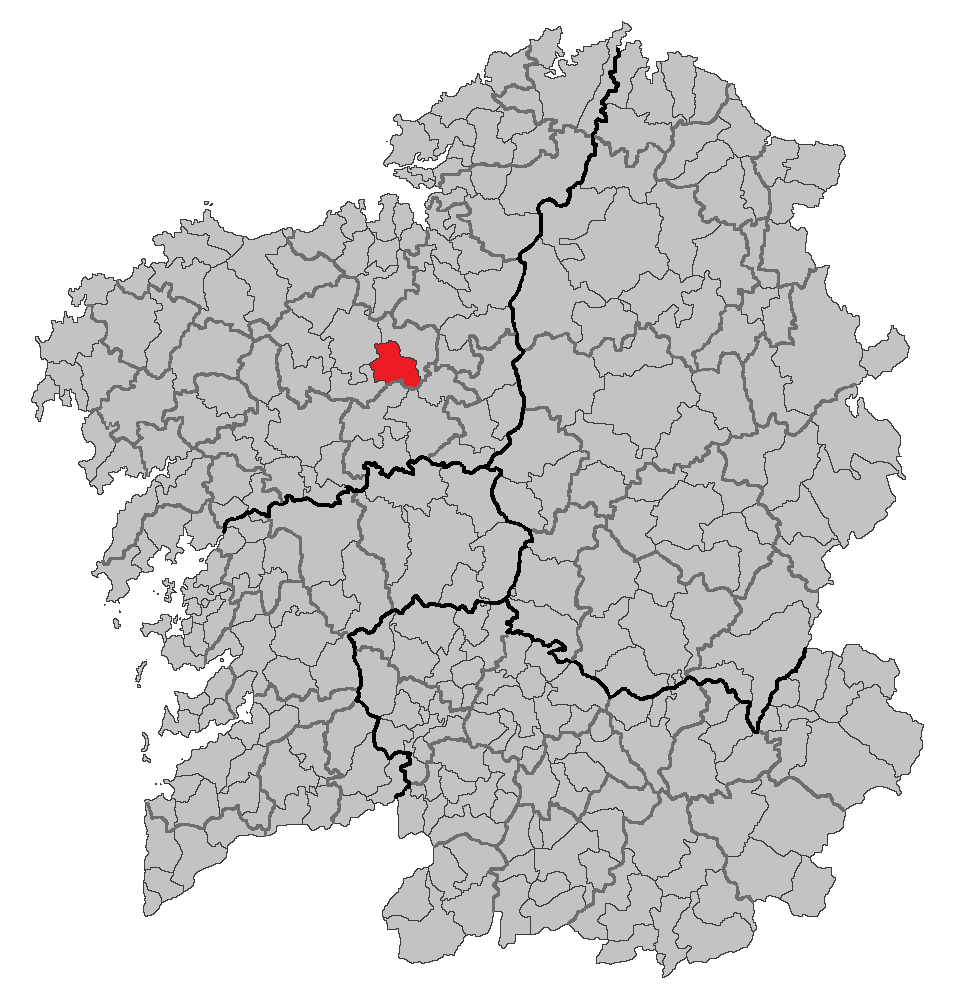

フラーデス（Frades）は、スペイン、ガリシア州、ア・コルーニャ県の自治体。コマルカ・デ・オルデスに属する。ガリシア統計局によると、2011年の人口は2,607人（2009年：2,706人、2006年:2,841人、2005年:2,871人、2004年:2,920人、2003年:2,975人）である。住民呼称は、男女同形のfradense。
ガリシア語話者の自治体住民に占める割合は99.93％（2001年）。 

## 地理
フラーデスはア・コルーニャ県の東部に位置し、コマルカ・デ・オルデスに属している。北から東はメシーアと、南東はボイモルトと、南はアルスーアとオ・ピノと、南から西はオローソと、西はオルデスの各自治体と隣接、自治体の中心地区はフラーデス教区のシマデビーラ。。
フラーデスはオルデス司法管轄区に属す。

### 人口
住民は12の教区の77の地区（集落）に居住する。
| フラーデスの人口推移 1900－2010                         |
|                                                         |
| 出典:INE（スペイン国立統計局）1900年 - 1991年、1996年 - |

## 政治
自治体首長はガリシア国民党（PPdeG）のヘスス・ミゲル・プラード・パティーニョ（Jesús Miguel Prado Patiño）、自治体評議員はガリシア国民党：7、ガリシア民族主義ブロック（BNG）：3、ガリシア社会党（PSdeG-PSOE）:1であった（2011年5月22日の自治体選挙結果、得票順）。
| 1999年6月13日自治体選挙 |        |        |          |
| 政党                    | 得票数 | 得票率 | 獲得議席 |
| PPdeG                   | 1,664  | 73.43% | 9        |
| PSdeG-PSOE              | 365    | 16.11% | 1        |
| BNG                     | 218    | 9.53%  | 1        |

| 2003年5月25日自治体選挙 |        |        |          |
| 政党                    | 得票数 | 得票率 | 獲得議席 |
| PPdeG                   | 1,567  | 68.13% | 8        |
| PSdeG-PSOE              | 419    | 18.22% | 2        |
| BNG                     | 288    | 12.52% | 1        |

| 2007年5月27日自治体選挙 |        |        |          |
| 政党                    | 得票数 | 得票率 | 獲得議席 |
| PPdeG                   | 1,282  | 57.00% | 7        |
| PSdeG-PSOE              | 418    | 18.59% | 2        |
| BNG                     | 378    | 16.81% | 2        |
| PG                      | 146    | 6.49%  | 0        |

| 2011年5月22日自治体選挙 |        |        |          |
| 政党                    | 得票数 | 得票率 | 獲得議席 |
| PPdeG                   | 1,212  | 60.21% | 7        |
| BNG                     | 500    | 24.84% | 3        |
| PSdeG-PSOE              | 264    | 13.11% | 1        |

## 教区
フラーデスは12の教区に分けられている。太字は自治体の中心のある教区。
- アベジャー（サント・エステーボ）
- アイアーソ（サン・ペドロ）
- アニャ（サンタ・マリーア）
- セルティゴス（サン・シュリアン）
- フラーデス（サン・マルティーニョ）
- ガフォイ（サンタ・マリーニャ）
- ガレーゴス（サン・マルティーニョ）
- レドイラ（サン・マルティーニョ）
- メソス（サン・サルバドール）
- モアール（サンタイア）
- パプシン（サンタ・マリーア）
- ビトレ（サン・ショアン）